# 風見穏香
風見 穏香（かざみ しずか、1989年6月14日 - ）は、日本の女性シンガーソングライター、YouTuberである。茨城県古河市出身。愛称は「しーちゃん」。FM IS（エフエムいず）ラジオパーソナリティー。

## 人物
- 1989年、茨城県古河市出身。中学１年生の時にギターで『自分らしく』を作詞作曲。処女作となる。その後高校時代に地元の古河駅で友人と路上ライブを行うなどをしていた。
- 2013年頃から本格的に音楽活動を開始。その後静岡県伊豆市のコミュニティFMであるFM ISにて自身初の冠番組「しーちゃんIS」がスタートする。
- 茨城県猿島郡境町塚崎、家族と一緒にカフェを開店する。愛猫スーちゃんが看板ネコ。

## ディスコグラフィ

### シングル
- 「負けるもんかっ！」（2015.8.5 feel at home）
  - 1.負けるもんかっ！
  - 2. こたえ
  - 3. 負けるもんかっ！（instrumental）
  - 4. こたえ（instrumental）

### アルバム
- 「ありがとう。」（2014.6.6 BigBearRichRecords）
  - 1.「ありがとう。」
  - 2. 海星
  - 3. 絆創膏
  - 4. 涙
  - 5. 夢の音
  - 6. あなたに贈る詩

## 出演番組

### 現在
- FM IS『風見穏香の「だいじょーぶ、ひとりじゃない♪」』（第三日曜日 19:00 - 19:30）